# World Athletics Relays 2021 - Staffetta 4×200 metri maschile
Alle World Athletics Relays, la staffetta 4×200 metri maschile si è svolta con finale diretta il 2 maggio presso lo Stadio della Slesia di Chorzów, in Polonia.

## Risultati

### Finale
La finale si è disputata a partire dalle ore 20:13 del 2 maggio.
| Pos. | Paese      | Atleti                                                                         | Tempo   | Note                                     |
| ---- | ---------- | ------------------------------------------------------------------------------ | ------- | ---------------------------------------- |
| 1    | Germania   | Steven Müller Felix Straub Lucas Ansah-Peprah Owen Ansah                       | 1'22"43 | Miglior prestazione personale stagionale |
| 2    | Kenya      | Mark Odhiambo Mike Nyang'au Elijah Mathew Hesborn Ochieng                      | 1'24"26 | Miglior prestazione personale stagionale |
| 3    | Portogallo | Frederico Curvelo Delvis Santos Diogo Antunes André Prazeres                   | 1'24"53 | Miglior prestazione personale stagionale |
| 4    | Ecuador    | Álex Quiñónez Anderson Marquinez Steeven Marcelo Salas López Katriel Angulo    | 1'24"89 | Record nazionale                         |
| -    | Danimarca  | Steffen Udengaard Knudsen Simon Hansen Tazana Mikkel Kamanga-Dyrbak Kojo Musah | dnf     |                                          |
| -    | Polonia    | Dominik Kopeć Adrian Brzeziński Łukasz Żok Karol Zalewski                      | dq      |                                          |